# Obervogtei Gengenbach
Die Obervogtei Gengenbach war eine Verwaltungseinheit im Land Baden während der napoleonischen Zeit. Sie bestand von 1803 bis 1807.

## Geschichte

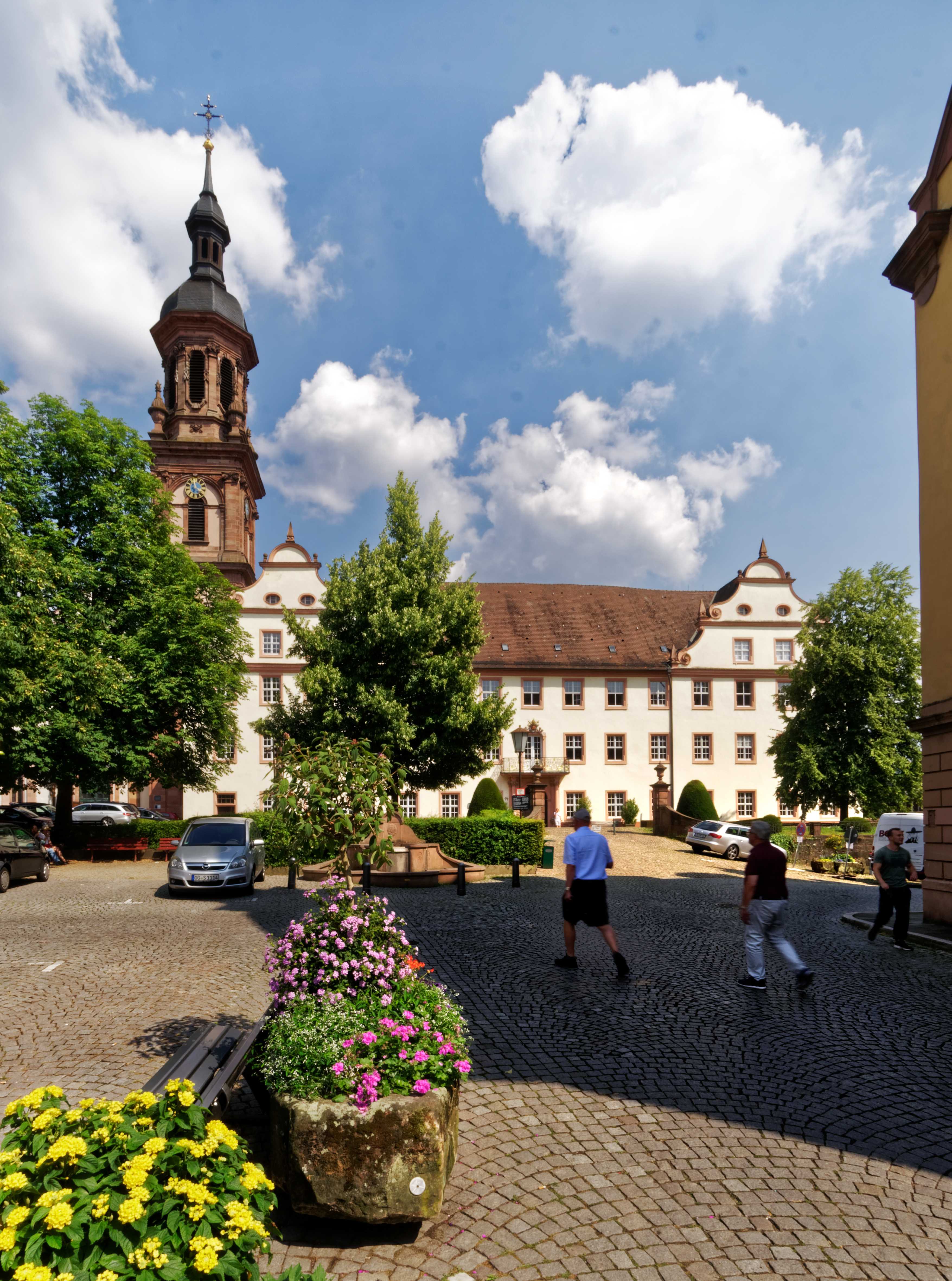
Abteigebäude des Klosters Gengenbach

Zu Zeiten des Heiligen Römischen Reiches hatte sich im mittleren Schwarzwald entlang der Kinzig und ihrer Nebenflüsse ein größeres zusammenhängendes, reichsfreies Gebiet herausgebildet. Es setzte sich aus den freien Reichsstädten Gengenbach und Zell sowie dem Reichstal Harmersbach zusammen. Infolge des Reichsdeputationshauptschlusses 1803 wurden sie mediatisiert und der badischen Landeshoheit unterstellt. Dessen Regierung gliederte sie als Obervogtei Gengenbach in ihren Staat ein und ordnete ihr noch das getrennt weiter westlich gelegene Offenburg, auch eine freie Reichsstadt, sowie die Gebiete des Klosters Gengenbach zu, die ebenfalls neu zu Baden gekommen waren. Im Rahmen der Verwaltungsgliederung des Landes wurde sie der Provinz der Markgrafschaft (Badische Markgrafschaft) zugeteilt.
Mit der Leitung, als Obervogt, wurde der vorherige Reichsschultheiß von Gengenbach, Franz Michael Heinrich Stuber, beauftragt. Ihren Sitz hatte die Verwaltung im Abteigebäude des Klosters.
Nachdem 1806 vom Herzogtum Modena-Breisgau und, in Umsetzung der Rheinbundakte, zusätzlich Orte der Reichsritterschaft im Umfeld von Offenburg an Baden gefallen waren, schied die Stadt aus und wurde Zentrum des 1807 neu errichteten Oberamts Offenburg. Der Rest wurde in ein reguläres Amt umgewandelt, das Obervogteiamt Gengenbach. Damit griff die badische Regierung einen Namen auf, den sie 1803 ursprünglich für die Obervogtei vorgesehen hatte.

## Gliederung und Einwohnerzahlen

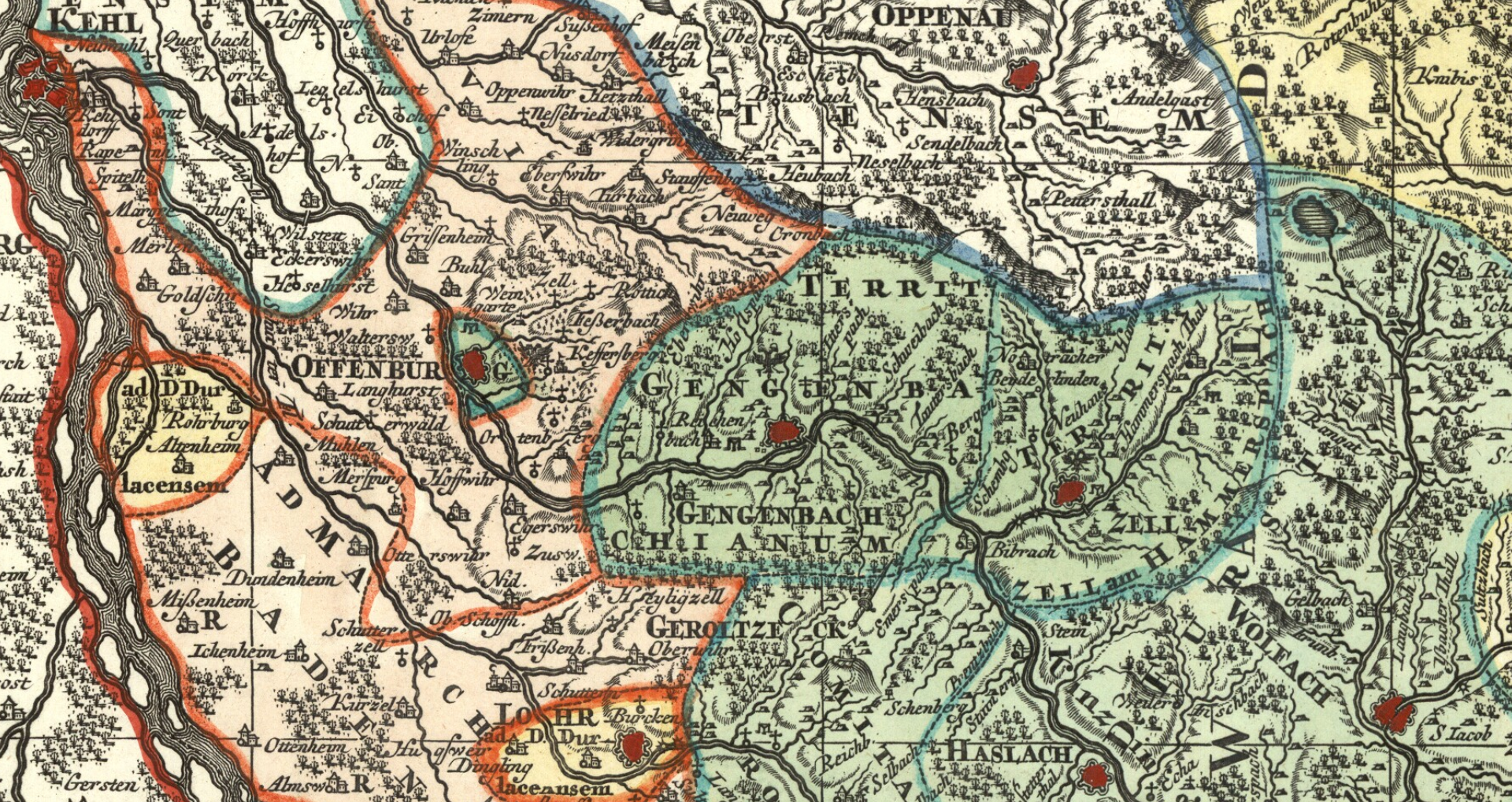
Das Gebiet der Obervogtei auf einer Karte von 1725.

Die Obervogtei war untergliedert in die drei Ratsvogteien Offenburg, Gengenbach und Zell, die die jeweilige Stadtgemarkung umfassten. Die vorgesehene Ausweisung eines Vogteiamtes Gengenbach, dem die übrigen, ländlichen Gebiete angehören sollten, unterblieb.
1804 wurde von diesen Ortschaften und Einwohnerzahlen berichtet:
- Ratsvogtei Offenburg: 2390
- Ratsvogtei Gengenbach: 1783 in der Kernstadt, 850 in den Vorstädten
- Ratsvogtei Zell: 851
- Vogteiamt Gengenbach 7180, gegliedert in 12 Stäbe:
  - 7 Stäbe, ehemals zu Gengenbach: 2351
    - Ohlsbach: 599
    - Reichenbach: 530
    - Haigerach: 239
    - Schwaibach: 394
    - Fußbach: 203
    - Strohbach: 200
    - Bermersbach: 186

  - 3 Stäbe, ehemals zu Zell: 2023
    - Nordrach: 778
    - Biberach: 757
    - Oberentersbach: 191, dazu Unterentersbach: 297

  - Reichstal Harmersbach: 2507
  - ein ehemals zum Kloster Gengenbach gehörendes Gebiet: 299, bestehend aus den Herrschaften
    - Holzhack oder Dörrenbach: 196
    - Schottenhöfen und Mühlstein: 103

Anstelle der Einrichtung der Landvogtei wurden acht Verwaltungseinheiten ausgewiesen, in denen teilweise mehrere der genannten Stäbe zusammengefasst waren, und die jeweils einem Vogt unterstanden:
- Bermersbach, mit Fußbach und Strohbach
- Biberach
- Oberentersbach, mit Dörrenbach (auch Fabrik genannt), Schottenhöfen und Mühlstein
- Harmersbach (mit einem Talvogt und zwei Untervögten für das obere und das untere Tal)
- Nordrach
- Ohlsbach
- Reichenbach, mit Haigerach
- Schwaibach

## Weitere Entwicklung
Aus dem Obervogteiamt entwickelte sich das Bezirksamt Gengenbach. Es hatte Bestand bis 1872, dann wurde es aufgelöst und dem Bezirksamt Offenburg zugeteilt. Aus diesem entstand 1939 der Landkreis Offenburg. Ab 1936 zählte die südöstliche Hälfte der ehemaligen Obervogtei zum Bezirksamt Wolfach und kam so 1939 zum Landkreis Wolfach. Mit der Kreisreform 1973 wurden beide Teile im Ortenaukreis wieder vereinigt.